# Natal (provins)
 For alternative betydninger, se Natal. (Se også artikler, som begynder med Natal)
Natalprovinsen (afrikaans: Natalprovinsie), almindeligvis kaldet Natal, var en provins i Sydafrika fra maj 1910 til maj 1994. Dens hovedstad var Pietermaritzburg. I denne periode blev landområderne beboet af den sorte afrikanske befolkning i Natal organiseret i bantustanen KwaZulu, som gradvist blev adskilt fra provinsen og blev delvist selvstændig i 1981. Af den hvide befolkning var størstedelen engelsktalende folk af britisk afstamning, hvilket fik Natal til at blive den eneste provins, der stemte "nej" til oprettelsen af en republik ved folkeafstemningen i 1960 på grund af meget stærke monarkistiske, pro-britisk Commonwealth og anti-løsrivelse følelser. I den sidste del af 1980'erne var Natal i en tilstand af vold mellem Inkatha Freedom Party og African National Congress, hvor volden aftog kort efter det første frie valg i 1994.
I 1994 blev KwaZulu bantustan genindlemmet i Natal, og provinsen blev omdøbt til KwaZulu-Natal.